# Ватан хадими (газета)
«Ватан хадими» (крымскотат. Vatan Hadimi; в пер. с крымскотат. — «Слуга Отечества» или «Слуга народа») — крымскотатарская газета, издававшаяся в 1906—1908 годах в Карасубазаре (ныне Белогорск) на крымскотатарском языке.

## История

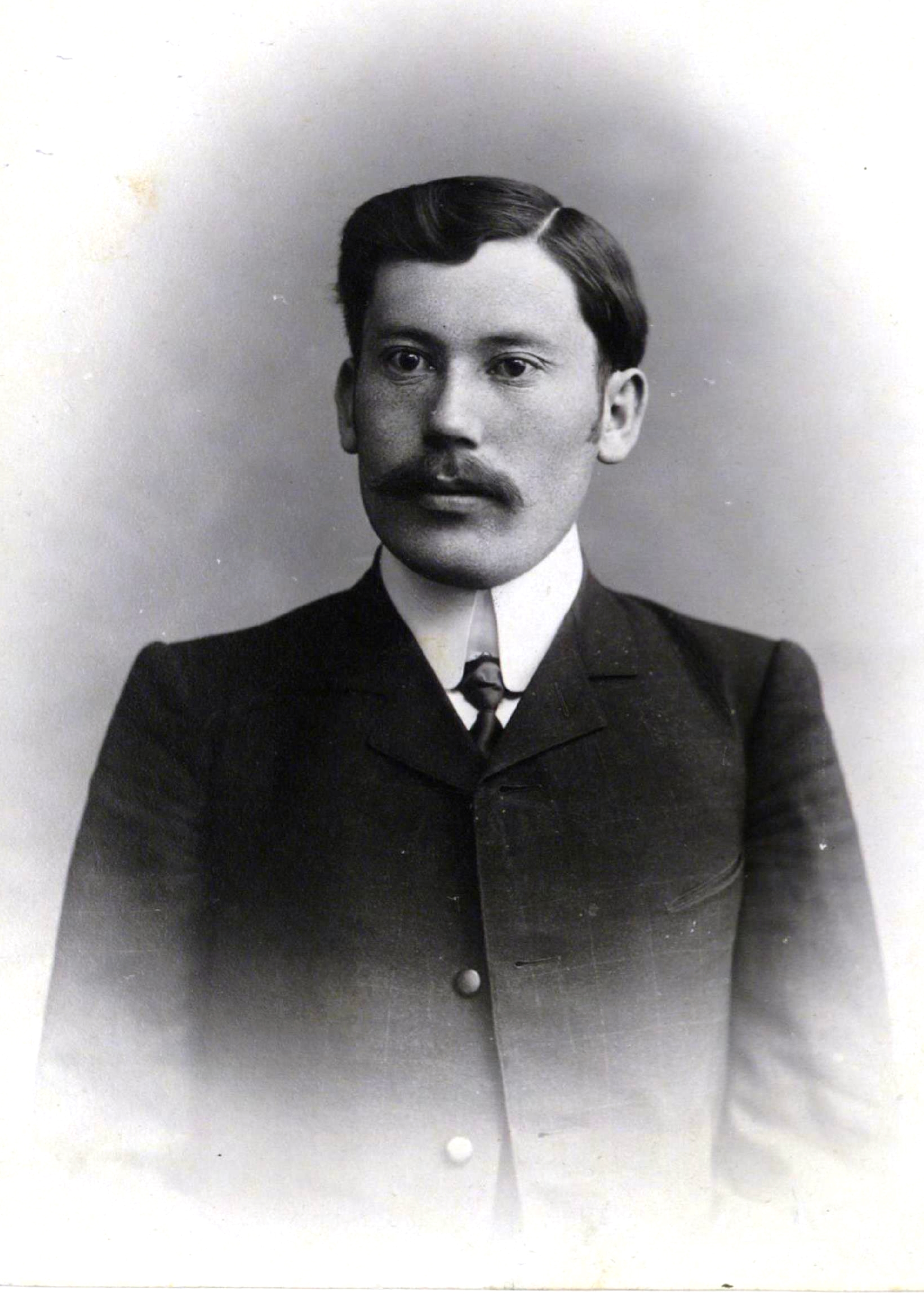
Решид Медиев в бытность депутата Государственной думы

Главным редактором и издателем «Ватан хадими» был политический деятель и публицист Решид Медиев (1880—1912), на тот момент гласный городской думы Карасубазара, а позднее её председатель, но изначально созданием этой газеты занимался Сеид-Али Челеби Мурат Эфендиев. 10 января 1906 года именно он обратился к губернатору Таврической губернии с заявлением о разрешении издавать газету «Ватан хадими». В сообщении было указано, что газета будет выходить четыре раза в неделю со следующей программой:
- Правительственные сообщения;
- Статьи, посвящённые местным сообщениям, государственным вопросам жизни России;
- Новости и слухи из местной и иностранной жизни;
- Местная хроника;
- Корреспонденции;
- Справочный отдел;
- Объявления.

В своей научной работе профессор И. А. Керимов указывает Р. Медиева как редактора и Сейдамета Челеби Мурат Эфенди как издателя газеты. В имеющих архивных материалах фигурируют четыре издателя: Сеид-Али Челеби Мурат Эфенди, Сеид-Амет Челеби Мурат Эфенди, Эмир Аппаз Эмир Усеин, Решид Медиев. Ответственным редактором по выпуску неизменно оставался Решид Медиев, а цензорами являлись: Мустафа Мурза Кипчакский, Исмаил Мурза Арабский, Сеит Мамут Сеит-Велиев.
Газета ориентировалась на политическую, социальную и культурную тематику. 1 мая 1906 года был выпущен первый номер газеты «Ватан хадими» и до конца года было издано около 100 номеров.
В газете были напечатаны несколько стихотворений поэта и драматурга Усеина Тохтаргазы, который также сильно страдал от цензуры.
В то время всю печатную продукцию контролировало Управление по делам печати, и после вышедших в свет более чем ста номеров «Ватан хадими», оно заинтересовалось идейным содержанием и тематической направленностью статей опубликованных на страницах газеты. На фоне общего поворота к реакции в Российской империи после неудачи Революции 1905 года газета была закрыта. Всего было выпущено свыше 200 номеров газеты.
По оценке газеты «Текамюль», «Ватан хадими» находилась в руках «мусульманов-несоциалистов».